# سب الريح
لما كانت الريح من أكثر أفراد حوادث الدهر تكرارا وانتشارا، والوقوع في سبها مِمَّا تجري به ألسنة كثير خاصة عندما تأتي بالبرد أو الحر ونحوهما؛ ناسب ذكر شيء من الآداب النبوية عند هبوبها.

## سب الريح في الشريعة الإسلامية
للمرء إذا رأى من الريح ما يكره كحصول العواصف ونحوه؛ أن يبذل الأسباب الحسية بالبعد عنها، والاتقاء من شرها بالجبال ونحوه، مع الأخذ بالأسباب الشرعية في سؤال الله من خيرها وخير ما فيها وخير ما أمرت به، والاستعاذة بالله من شرها وشر ما فيها وشر ما أمرت به، دون أن يتعرض لسبها والتنقص منها، ويدل على ذلك 
روي عن أبي كعب أن رسول اللّه ﷺ قال: 
| سب الريح | لا تسبوا الرِّيح؛ فإذا رأيتم ما تكرهون؛ فقولوا: اللهم إنا نسألك من خير هذه الريح وخير ما فيها وخير ما أُمرت به، ونعوذ بك من شر هذه الريح، وشر ما فيها، وشر ما أُمرت به | سب الريح |

.

## أسباب النهي عن سب الريح
يعتقد المسلمون أن الريح لا تملك أن تفعل شيئا إلا بأمر الله وبقدرته، وكذلك سُبها مشعر بالتنقص من خالقها ومدبرها، كما أن فيه اعتراض على أقدار الله وحكمته، كما بين ذلك أهل العلم كالإمام الشافعي في كتابه الأم، وابن القيم في زاد المعاد، وغيرهم. مستدلين بما أخرجه الترمذي عن أبي كعب (رضي الله عنه) أن رسول الله (صلى الله عليه وسلم) قال: ((لا تسبوا الرِّيح؛ فإذا رأيتم ما تكرهون؛ فقولوا: اللهم إنا نسألك من خير هذه الريح وخير ما فيها وخير ما أُمرت به، ونعوذ بك من شر هذه الريح، وشر ما فيها، وشر ما أُمرت به)).
وفي سنن أبي داود، ومحمد بن ماجه، وصحيح ابن حبان، عن أبي هريرة (رضي الله عنه) قال: سمعت  رسول الله (صلى الله عليه وسلم) يقول: ((الريح من رَوح الله تعالى ، تأتي بالرحمة وتأتي بالعذاب، فإذا رأيتموها فلا  تسبوها، وسلوا الله خيرها ، واستعيذوا بالله من شرها)).
نقل النووي في كتابه الأذكار عن العلماء أن معنى: من رَوح الله: أي من رحمة الله بعباده.

## ما يلحق بسب الريح
بحسب العقيدة الإسلامية فإن حكم سب الريح، شبيه  بحكم سب الدهر والزمان والليل والنهار لأنها مخلوقة، لا تملك لنفسها شيئا، فسبها يرجع إلى خالقها ومدبرها، كما أنه فيه اعتراض على أقدار الله.
قال رسول الله (صلى الله عليه وسلم): قال الله تعالى في الحديث القدسي: ((يُؤْذيني ابن آدم يسب الدهر وأنا الدهر، بيدي الأمر أقلب الليل والنهار)) أخرجه البخاري.

## روابط خارجية
- باب النهي عن سب الريح وبيان ما يقال عند هبوبها - ويكي مصدر.